# San Marcos (Nicaragua)
San Marcos ist eine Kleinstadt im Departamento Carazo in Nicaragua. Die Stadt hat rund 24.000 Einwohner (Berechnung 2006).

## Entwicklungszusammenarbeit
San Marcos Partnerstadt Jenas, das im Rahmen des PIA (Proyecto Integral Agroecológio, Integrales Agroökologisches Projekt) Entwicklungsarbeit leistet, sowie von Biel/Bienne. Die Bevölkerung verdient sich ihren Lebensunterhalt überwiegend als Kleinbauern.

## Tourismus
San Marcos liegt an der touristischen Rundstrecke, die von Managua über die Pueblos Blancos (Weiße Dörfer) zurück in die Hauptstadt führt. Während der Ausflugstourismus der Hauptstädter vorzugsweise an den Wochenenden zur Belebung des Ortskerns beiträgt, tun dies die Studenten der kleinen Universität Ave María während der Woche. Die Tourismusstruktur mit dem Hotel Casablanca und dem Café Casona bleibt aber übersichtlich. 

## Persönlichkeiten
- Anastasio Somoza García (Tacho) (1896–1956), Militär, Staatschef von Nicaragua (1936–56)

## Städtepartnerschaft
- Jena, Deutschland
- Helmond, Niederlande
- Biel/Bienne, Schweiz
- Concord, USA

## Weblink
- Deutsche Botschaft in Managua - Städtepartnerschaften